# Bakonyszombathely
Bakonyszombathely è un comune dell'Ungheria di 1.513 abitanti (dati 2001). È situato nella contea di Komárom-Esztergom, nell'Ungheria settentrionale.